# 古賀成治
古賀 成治（こが せいじ、1946年7月22日 - ）は、元NHKアナウンサー。語り芸アドバイザー・サポーター。大妻女子大学文学部コミュニケーション学科非常勤講師、企業対象「話し方教室」主宰。東京福中･福高同窓会常任幹事。東京落語会会員。

## 経歴
1965年に福岡県立福岡高等学校卒業、高校では弁論部を創設。1970年に九州大学教育学部を卒業後、NHK入局。アナウンサー、編成、事業、広報、営業を歴任。現在は上記に加え、平野啓子、古今亭菊丸、三門柳、富士路子、玉川奈々福、藤間紫恵乃、千花有黄を支援。

## 過去の出演番組
- アップダウンクイズ（回答者 大学1年次）10問正解でハワイ旅行を獲得。
- 全国高校野球選手権福岡大会（母校福岡高校の中継 1976年・1980年）

## 同期のアナウンサー
- 青木健一、朝妻基祐、浅見忠司、生熊雅夫、板谷直実、井上元、大滝重輿、小柳実、木村知義、金城紀昭、久保慶子（旧姓・伊藤）、黒沢典之、桑原堯、向後雅博、斉藤正安、榊寿之、柴田実、田沢真、田中久雄、谷口俊二、寺田道雄、中谷成子（旧姓・尾関）、二宮正博、野島正興、深草耕太郎、藤沢武、藤野寿一、二見和男、増渕路子（旧姓・佐藤）、丸山晃、三杉栄、宮川俊二、宮田修、室井民雄。